# Alma, Québec
Alma är en kanadensisk stad (kommun av typen ville) och tätort (centre de population), belägen i provinsen Québec. Staden är belägen vid sjön Saint-Jeans sydöstra strand, där sjön avrinner till Saguenayfloden. Staden Québec ligger ungefär 175 kilometer åt söder.
Under 1920- och 1930-talen var staden ett viktigt industriellt centrum då det hyste ett vattenkraftverk som under 1900-talet försåg den ökande pappersmassa- och aluminiumindustrin. Industrierna är fortfarande aktiva idag.
Almas grundande anses ha skett när Damase Boulanger bosatte sig på platsen 1856. Namnet, efter slaget vid Alma, omnämns första gången 1861. Kommunen Saint-Joseph-d'Alma upprättades 1879 och en bykommun med samma namn bröts ut 1917 och blev stad 1924. Denna stad förenklade namnet till Alma 1954 och utökades med grannkommunerna Naudville, Isle-Maligne och Riverbend 1962. Därefter återförenades Saint-Joseph-d'Alma med staden 1976 och 2001 införlivades även Delisle.
Befolkningsökningen mellan folkräkningarna 2006 och 2011 var 3 %. En majoritet av befolkningen är fransktalande då 98,5 % har språket som modersmål, engelska är modersmål för 0,5 %.
Om området skrev fransmannen Louis Hémon boken Maria Chapdelaine, récit du Canada français, som översatts till tjugo andra språk.